# Белобородов, Иван Наумович
Иван Наумович Белобородов (1741 — 5 (16) сентября 1774) — участник Крестьянской войны 1773—1775 годов, один из сподвижников Емельяна Пугачева, руководитель восстания на Среднем Урале.

## Биография
По происхождению — крестьянин, родом из села Медянка Кунгурской (Пермской) провинции Казанской губернии. Село было приписано к Иргинскому медеплавильному заводу промышленников Осокиных. В 18 лет в 1759 году был отдан в рекруты, служил в артиллерийской части в городе Выборг, а затем — на Охтенском пороховом заводе, получил звание капрала.
В 1766 году, с целью получить отставку, Белобородов «…начал притворно хромать правой ногою, сказывая, что оною болен, для чего и отослан в лазарет». После полугода нахождения в Петербургском артиллерийском госпитале, на основании решения Артиллерийской канцелярии был «за хромотою от службы отставлен канониром, с паспортом, на своё пропитание».
Выйдя в отставку, поселился в селе Богородском Кунгурской провинции, женился на Нениле Елисеевой из Кунгура, дочери посадского обывателя, «жил собственным домом, производя торг воском, мёдом и прочими товарами».
С началом восстания Пугачёва Белобородов был призван в правительственную команду прапорщика Дьяконова, но сразу после призыва Белобородов покинул команду и вернулся в свой дом. 1 января 1774 года в Богородское приехали представители отряда мещерякского полковника Канзафара Усаева, зачитывали указы и манифесты Пугачёва. С частью односельчан Белобородов выехал навстречу отряду Усаева, во время остановки в селе — поселил башкирского полковника в своём доме. Усаев принял в свой отряд 25 человек из Богородского, которые выбрали Белобородова старшим над собой. Отряд отправился к демидовскому Суксунскому заводу, захватив его, уничтожив всю документацию заводской канцелярии, в том числе долговых расписок на 54 тысячи рублей. Восставшие не тронули при этом заводских построек. Усаев пополнил отряд Белобородова людьми, присвоив ему звание сотника. Следом были захвачены Бисертский и Ревдинский заводы, 6 января — Ачитская крепость. С этого момента отряд Белобородова начал самостоятельные действия.
18 января отряд Белобородова, численность которого выросла к этому моменту до 600 человек, без боя занял Билимбаевский завод и 19 января 1774 года в качестве основной базы своих действий захватил демидовские Шайтанские заводы. Заводские люди встретили отряд Белобородова хлебом-солью, передав в его распоряжение 2 тысячи пудов ржаной муки. Белобородов разослал по всем дорогам караулы с целью сбора сведений о действиях правительственных войск. Благодаря этому повстанцы смогли отразить попытки отбить у них Шайтанские заводы. По воспоминаниям писчика Билимбаевского завода Верхоланцева, 20 января Белобородов «удивил всех своим искусством стрельбы из пушек» в бою с правительственной командой у деревни Талицы 23 января к Шайтанским заводам был выслан отряд в 476 человек при 7 пушках под командой поручика Костина. Согласно рапорту офицеров, в этом бою пугачёвцы стреляли неумело, «поражали только верхушки леса и сучья», но преимущество в живой силе было столь велико, что Костин почёл за лучшее отступить.
29 января Белобородов прибыл на казённый Уткинский завод, приказав местному священнику привести заводское население к присяге «Петру Фёдоровичу», отряд Белобородова принял пополнение из 200 заводских крестьян. 1 февраля отряд Белобородова атаковал один из крупнейших уральских металлургических заводов — демидовский Уткинский завод. Завод был обнесен валом и стеной, под защитой которых оборонялся правительственный отряд в 1000 человек при 15 пушках. Не сумев взять завод с ходу, Белобородов постепенно перерезал все дороги к нему, в качестве лагеря для отряда занял деревню Курьи. С 9 февраля начался ожесточенный штурм, не прекращавшийся в течение трёх дней и закончившийся взятием завода к вечеру 11 февраля. Оставив на Уткинском заводе отряд в 700 человек, Белобородов вернулся на Шайтанские заводы. В это же время Белобородов отказался направить часть своего отряда для штурма Кунгура, объяснив это тем, что готовится к овладению Екатеринбургом: «…находящаяся при мне армия для подклонения Екатеринбурга теперь раздроблена в разные места и затем послать не можно». Тем не менее, Белобородов поделился с отрядами под Кунгуром артиллерией: сначала «четыре большие пушки, да ядра и картечь», затем ещё «таковых же шесть пушек».
На захваченных заводах Белобородов попытался организовать производство оружия, так, на Ревдинском заводе было израсходовано более 500 пудов железа на ковку пик и сабель, но исправить положение с недостатком оружия не удалось. Тем временем в Екатеринбург прибыла помощь от командира Сибирского корпуса Деколонга — две регулярные роты под командованием секунд-майора Фишера, который, собрав все наличные силы из «приписных казаков», 14 февраля выбил Белобородова с Шайтанских заводов и полностью сжёг их, лишив восставших их обжитой и ближайшей к Екатеринбургу базы. Одновременно другой правительственный отряд под командованием майора Гагрина разбил восставших под Кунгуром, Ачитской крепостью и Биссертским заводом и 26 февраля выбил пугачёвцев из Уткинского завода. 29 февраля Белобородов попытался отбить Уткинский завод, но потерпел поражение от сделавшего вылазку отряда Гагрина, отступая, терпел дальнейшие поражения у Багарякской слободы, 1 марта у Каменского и 12 марта у Каслинского заводов. Воспользовавшись наступившей весенней распутицей, отряд Белобородова смог оторваться от преследования и занял для отдыха Саткинский завод.
В апреле 1774 года Пугачёв, разбитый под Оренбургом и ушедший за излучину реки Белой, приказал всем отрядам восставших на Южном Урале выдвигаться на соединение с ним. Но весенняя распутица и разливы рек не позволили сделать это вплоть до начала мая. Лишь 7 мая отряд Белобородова прибыл на соединение с главной армией Пугачёва в крепость Магнитную, накануне взятую пугачёвцами.
После поражения армии Пугачева в сражении под Казанью 15 июля 1774 года Белобородов был пленен и доставлен в Казань, где был допрошен руководителем следственной комиссии П. С. Потемкиным. Был приговорен к 100 ударам кнутом и к смертной казни. Казнили Белобородова 5 сентября 1774 года в Москве, на Болотной площади.

## Белобородов в художественной литературе и кино
В период работы над «Историей Пугачёва» Белобородов не сразу заинтересовал Александра Пушкина, и впервые его имя появилось в рабочих записях поэта уже после того, как Николай I одобрил к печати вариант книги. Пушкин внёс в «Замечания о бунте» запись: «Иван Наумов сын Белобородов, отставной канонер, пристал к Пугачёву <в> 1773 году, пожалован им в полковники и в походные атаманы, а потом в начале 1774 в старшие войсковые атаманы и в фельдмаршалы. Был жесток, знал грамоту, соблюдал в шайках строгую дисциплину». 
Не получив доступа к следственным делам пугачёвцев, Пушкин опирался на неточные сведения в записках Петра Рычкова, Любарского, в записи преданий Ивана Дмитриева и конспекте статьи Бантыша-Каменского, в частности о том, что Белобородов был знаком с Пугачёвым ещё в период осады Оренбурга и вместе с Подуровым «заведывал письменными делами у Пугачева». Не знал Пушкин многих деталей биографии отставного капрала, которому в период восстания было 32 года, дав в «Капитанской дочке» следующее описание пугачёвского «фельдмаршала»: «Один из них, тщедушный и сгорбленный старичок с седою бородкою, не имел в себе ничего замечательного, кроме голубой ленты, надетой через плечо по серому армяку».
Упоминается в неоконченном романе Михаила Лермонтова «Вадим». Неоднократно упоминается в романе Алексея Иванова «Золото бунта».
В фильме «Русский бунт» роль Белобородова исполнил 70-летний Андрей Дударенко, внешний образ героя соответствовал описанию Белобородова в «Капитанской дочке».